# 아이오딘화 구리(I)
아이오딘화 구리(I)(영어: copper(I) iodide)은 화학식이 CuI인 무기 화합물이다. 아이오딘화 구리(영어: cuprous iodide)라고도 한다. 아이오딘화 구리(I)은 유기 합성부터 인공 강우까지 다양한 응용 분야에 유용하게 사용된다.

## 같이 보기
- 무기 화합물

## 더 읽을거리
- Macintyre J (1992). 《Dictionary of Inorganic Compounds》 3. London: Chapman and Hall. 3103쪽.